# 西紳六郎
西 紳六郎（にし しんろくろう、1860年11月10日〈万延元年9月28日〉 - 1933年〈昭和8年〉10月16日）は、日本の海軍軍人、政治家、華族。最終階級は海軍中将。栄典は従三位勲二等男爵。貴族院男爵議員、宮中顧問官。海兵8期。

## 経歴
奥医師・林洞海の六男として江戸で生まれ、西周の養子となる。幕府の沼津兵学校を経て、1881年（明治14年）11月、海軍兵学校8期卒業。1885年（明治18年）6月、海軍少尉任官。海軍大学校副官などを経て、1890年（明治23年）7月、海大（甲号2期）を卒業した。
1893年（明治26年）6月、「吉野」回航委員としてイギリスに出張し、「天城」分隊長を経て、1894年（明治27年）6月、「武蔵」分隊長に就任し日清戦争に出征。その後、軍令部第1局員に異動。1896年（明治29年）10月、海軍少佐に進級し軍令部第2局員となる。1897年（明治30年）2月、養父の死去により男爵を襲爵した。
1897年12月、海軍中佐に進級。1898年（明治31年）5月、「厳島」副長に就任し、軍令部副官、アメリカ公使館付などを経て、1902年（明治35年）5月、海軍大佐に昇進した。1903年（明治36年）5月、「笠置」艦長に発令され、佐世保海兵団長を経て、1904年（明治37年）3月、有栖川宮威仁親王付武官となり日露戦争を迎えた。馬公要港部参謀長、「高千穂」「壱岐」「周防」の各艦長、横須賀海兵団長、佐世保鎮守府参謀長を歴任。1908年（明治41年）5月から1912年（大正元年）12月まで侍従武官を務め、その間の1908年8月、海軍少将に進級した。
1912年12月、海軍将官会議議員となり、馬公要港部司令官に異動し、1913年（大正2年）9月、海軍中将に進んだ。同年12月、待命となり、1914年（大正3年）12月1日、予備役に編入となった。1918年3月16日、補欠選挙で貴族院男爵議員に選出され、公正会に所属して1932年7月9日まで在任した。
その他、有栖川宮宮務監督、宮中顧問官を歴任した。

## 栄典
位階
- 1885年（明治18年）9月16日 - 正八位[4]
- 1890年（明治23年）1月17日 - 従七位[5]
- 1891年（明治24年）12月16日 - 正七位[6]
- 1896年（明治29年）12月21日 - 従六位[7]
- 1897年（明治30年）3月22日 - 従五位[8]
- 1909年（明治42年）7月10日 - 従四位[9]
- 1914年（大正3年）7月20日 - 正四位[10]
- 1915年（大正4年）1月11日 - 従三位[11]

勲章等
- 1894年（明治27年）11月24日 - 勲六等瑞宝章[12]
- 1895年（明治28年）11月18日 - 勲五等双光旭日章[13]・明治二十七八年従軍記章[14]
- 1902年（明治35年）11月29日 - 勲四等瑞宝章[15]
- 1906年（明治39年）4月1日 - 勲三等旭日中綬章・明治三十七八年従軍記章[16]
- 1915年（大正4年）11月10日 - 大礼記念章[17]
- 1919年（大正8年）1月30日 - 勲二等瑞宝章[18]

## 親族
- 養嗣子 西酉乙（赤松則良海軍中将の七男。森鴎外の最初の妻登志子の弟）
- 実子がなかった西紳六郎は、森於菟が乳離れもしない幼時西紳六郎から養子に望まれたと森於菟の随筆『鴎外と女性』（『父親としての森鴎外』所収）に記述がある。